# 雷電五
飛馬座66，又名BD+11 4993，HD 220363、SAO 108580、HR 8893，是飛馬座的一颗恒星，视星等为5.08，位于銀經91.56，銀緯-45.11，其B1900.0坐标为赤經23h 18m 1.9s，赤緯+11° -45.11′ 56″。